# Hemidactylus turcicus
La salamanquesa rosada (Hemidactylus turcicus) es una especie de gecos de la familia Gekkonidae presente en buena parte de los países mediterráneos e introducida en diversas regiones del mundo. Son nocturnos e insectívoros. Tienen ojos enormes sin párpados y una piel pálida con manchas negras en su cuerpo y a menudo con la cola jaspeada. Su vientre es un poco traslúcido. En América del Norte, las Antillas Mayores y Centroamérica es una especie invasora.

## Subespecies
Se reconocían las siguientes según The Reptile Database (aunque ahora se han elevado al rango de especies):
- H. turcicus lavadeserticus Moravec & Böhme, 1997
- H. turcicus parkeri Loveridge, 1936
- H. turcicus turcicus (Linnaeus, 1758)

## Galería

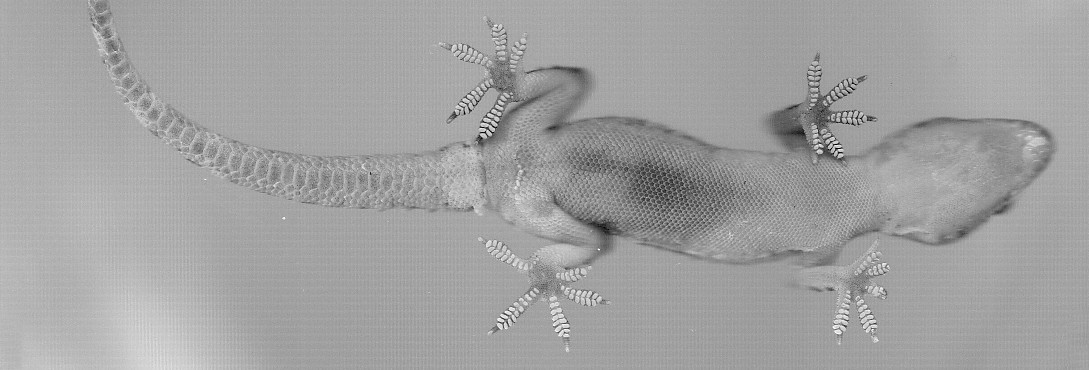
Imagen en la que pueden apreciarse las almohadillas adhesivas.